# Коменон
Коме́нон (Коммено, греч. Κομμένον ή Κομμένο) — деревня в Греции. Расположена на высоте 6 м над уровнем моря, в 1 км от берега залива Амвракикос Ионического моря, на левом (восточном) берегу реки Арахтос, близ её устья, к северо-западу от мыса Копрена и к югу от Арты. Исторический центр общины Николаос-Скуфас в периферийной единице Арта в периферии Эпир. Население 626 человек по переписи 2011 года.

## История
Во время оккупации Греции странами «оси», 16 августа 1943 года гитлеровцы полностью разрушили деревню и убили 317 жителей, в основном женщин и детей.

## Сообщество
Сообщество Коменон (Κοινότητα Κομμένου) создано в 1912 году (ΦΕΚ 254Α). В сообщество входит деревня Неос-Синикизмос (Νέος Συνοικισμός). Население 769 человек по переписи 2011 года. Площадь 14,354 квадратных километров.
| Населённый пункт | Население (2011), человек |
| ---------------- | ------------------------- |
| Коменон          | 626                       |
| Неос-Синикизмос  | 143                       |

## Население
| Год  | Население, человек |
| ---- | ------------------ |
| 1991 | 591                |
| 2001 | 598                |
| 2011 | ↗ 626              |